# Sagene
Sagene is een stadsdeel van de Noorse hoofdstad Oslo, gelegen in het noorden van de stad. In 2011 telde het 35.115 inwoners. Het gebied beslaat een oppervlakte van 3,1 vierkante kilometer.
Sagene is een stadsdeel dat sinds 1859 deel uitmaakt van Oslo, toen nog Christiania. Door het gebied stroomt de Akerselva. Sagene is het meervoud in het Noors van zagerij. De locatie bevat enkele van de oudste mechanische houtzagerijen en molens van het land. Glads Mølle is een molen uit 1736.
Sagene bestaat uit de volgende wijken:
- Sagene
- Bjølsen
- Iladalen
- Sandaker
- Åsen
- Torshov

Alna · 
Bjerke · 
Frogner · 
Gamle Oslo · 
Grorud · 
Grünerløkka · 
(Marka) · 
Nordstrand · 
Nordre Aker · 
Østensjø ·
Sagene · 
(Sentrum) · 
St. Hanshaugen · 
Stovner · 
Søndre Nordstrand · 
Ullern · 
Vestre Aker